# Tinosu
Tinosu is een Roemeense gemeente in het district Prahova.
Tinosu telt 2417 inwoners.